# Donde más duele
Donde más duele (Canta por Sabina) es el decimoquinto álbum de estudio de la artista española Maria Jiménez, lanzado por primera vez en 2002 a través de Muxxic y Universal.
Musicalmente, el álbum es una colección de versiones flamencas de Joaquín Sabina, sin embargo, incorpora elementos sobre todo de la bulería y la rumba. Colaboran el propio Sabina, Estopa, Lichis (cantante del grupo La cabra mecánica), Gerardo Núñez y Enrique de Melchor a la guitarra.

## Canciones
1. «Con dos camas vacías (con Joaquín Sabina) - 4:10
2. «Cerrado por derribo» - 5:25
3. «Una canción para la Magdalena» - 3:14
4. «Medias negras» (con Lichis) - 4:36
5. «Dieguitos y Mafaldas» - 3:23
6. «Y nos dieron las diez» - 5:16
7. «Por el bulevar de los sueños rotos» - 2:30
8. «El diario no hablaba de ti» (con Estopa). En la discografía de Joaquín Sabina, esta canción se llama«Eclipse de mar. - 3:47
9. «Noches de boda» - 2:44
10. «Esta noche contigo» - 3:16
11. «19 días y 500 noches» - 5:45
12. «Ruido» - 5:40
13. «Calle Melancolía» - 4:38

- Datos: Q5813393